# 姆利尼謝 (伊瓦尼奇區)
50°44′24″N 24°3′11″E / 50.74000°N 24.05306°E
姆利尼謝（烏克蘭語：Млинище），是烏克蘭的村落，位於該國西部沃倫州，由沃洛德米爾區負責管轄，始建於1945年，面積6.1平方公里，海拔高度191米，2001年人口258，人口密度每平方公里42.3人。